# 白浜久
白浜 久（しらはま ひさし、1957年3月18日 - ）は、日本のロック・ミュージシャン。福岡県出身。ARBのギタリストとしての活躍が有名だが、他にもソロ活動、ベーシスト、作詞家、作曲家、音楽プロデューサー、「Pandars Label」運営など、様々な分野で活躍している。

## 略歴
西南学院大学文学部在学中に、THE MODS の前身バンド THE MOZZ のギタリストとして活動。大学卒業後、法務教官として就職し、非行少年の教育を行う。
1985年、ソロ・アルバム『NONFICTION』でデビュー。
1986年、ARBに3代目のギタリストとして加入。作曲面でも大きく貢献。『ONE and ONLY DREAMs』（1986年）、『ROCK OVER JAPAN』（1987年）、『PAPERS BED』（1988年）、『SYMPATHY』（1989年）の4枚に参加。並行してソロ活動も継続。
1990年、ARB解散。福山雅治のデビュー・アルバム『伝言』をプロデュース。
2001年から3年間、木暮武彦（ex.レベッカ）率いるサイコデリシャスのベーシストとして活動。
2004年、田中一郎（ex.ARB、甲斐バンド）、斉藤光浩（ex.ARB、BOWWOW）と共にARBギタリストによる「三色丼ツアー」を行う。田中一郎とのユニット「一久」結成、不定期にライブ実施。
2006年はオーストラリアの民俗楽器・ディジュリドゥと和楽器・尺八と三味線をフィーチャーしたグループ「和豪」結成。ギタリスト、作曲家、プロデューサーとして貢献。
2007年和豪シドニー公演。この公演を最後に脱退。日本テレビ人気番組『太田光の私が総理大臣になったら…秘書田中。』に出演し、少年法について語る。
2008年、BOWWOW の斉藤光浩をギタリストに迎え、H.Shirahama Project を再始動。翌2009年も半年ペースでライブを続け、2010年には斉藤光浩プロデュースによる12枚目となるソロアルバムが発売される。
2009年、ソロプロジェクトと並行し、尺八、箏、三味線とのコラボレーションを小学校の特別授業や自治体の文化活動の場で披露。
2010年、26th Mid-Atlantic Song Contest (U.S.A) において「Golden Years」(Open Category)、「Human Flight」「Wonderful World」(Rock Category)の3曲が Honorable Mention 同時受賞。現在、SAW（ワシントンD.C.作曲者協会）の正式会員。
2011年、27th Mid-Atlantic Song Contest (U.S.A) において「Cold Flame」(Rock Category)が Finalists（優秀賞）を受賞（日本人初）。またプロデュースした中島えりな「Etranger」もOpen Categoryで Gold（最優秀賞）を受賞（日本人初）。
田中一郎、斉藤光浩等とソロプロジェクト再始動（8月6日 Live Gate にてデビュー25周年ライブ）。6月、歌人・枡野浩一のイベントに山川健一、藤井良樹、長嶋有等と出演、文壇とも積極的に交流。7月よりTBS系テレビアニメ「輪るピングドラム」（監督：幾原邦彦）の挿入歌にARBの「Rock Over Japan」（白浜久作曲）、挿入歌およびEDテーマに「灰色の水曜日」（石橋凌・白浜久作詞 / 白浜久作曲）が使用される。同テレビアニメ声優によるユニット Triple HサウンドトラックCDが12月21日発売、オリコン初登場15位。iTunesダウンロード2位。白浜久作品が再評価される。
2012年、28th Mid-Atlantic Song Contest (U.S.A) において「Himawari」が Instrumental Category にて Gold Winner（最優秀賞）獲得。水川寿也との共作「Sakura」も Instrumental Category にて Honorable Mention 受賞。「Unknown Soldier」Rock/Alternative Categoryにて Honorable Mention 受賞。この年から母の介護のため年の半分を福岡で暮らす。九州でのライブが増える。西日本新聞文化面にエッセイ掲載（2013.11/23）
2014年、母の死去をきっかけに岡野雄一と長崎で出会う。ボブ・ディラン来日について西日本新聞文化面にエッセイ掲載（4/19）。盟友・小山卓治と九州ツアーを行う（1/24,25・10/11,12,13）
2015年、東京に戻り斉藤光浩のデビュー40周年ライブイベントに参加。岡野雄一とトーク&ライブ（3/22、福岡国際会議場）。西日本新聞文化面にエッセイ掲載（4/18）　今年デビュー30周年になる記念ライブを故郷福岡で行う（10/11 Acoustic set, 11/19 Electric set）
2016年、小山卓治と九州ツアーおよび南相馬公演を行う。長崎では岡野雄一とジョイントライブを実現。
2017年、前述テレビアニメ「輪るピングドラム」に提供した楽曲がパチスロに採用される。本人は自身のブログで「ギャンブルやグレーゾーン金利などの宣伝等に自分の楽曲は使われたくない」と出版社が事後報告で伝えた事に苦言を呈している。春に「ロッカー・ミーツ・ペコロス」第二弾を福岡みどり屋食堂で行う。同時に松永浩をギタリストに迎えH.Shirahama project公演を福岡キャバーンビートで行う。
2018年7月27日、木暮"Shake"武彦、倉本美津留、大西結花らと西日本豪雨災害支援ライブ。12月に小山卓治、榎本高、西川貴博、多田暁、扇田裕太郎らと新プロジェクト結成。
2019年、榎本高、西川貴博、多田暁、扇田裕太郎らを率い白浜久プロジェクト始動。ゲストボーカリストに小山卓治を迎え5月17日ショーボートにて初ライブ。7月26日、同メンバーでフジロックフェスティバル2019に出演。

## その他の音楽活動
- 楽曲提供 - 時任三郎、真田広之、福山雅治、山瀬まみ、山本太郎、大西結花、森重樹一、杉本理恵など。
- プロデュース - 福山雅治、EBI（UNICORN）、ARB、山本太郎、叫ぶ詩人の会、森重樹一など。

## 人物・エピソード
- ARBの初代ギタリスト田中一郎とは父親同士が同僚で同じ宿舎で育つ。
- ディジュリドゥ（アボリジニの伝統楽器）もこなす。
- 左利きだが右利き用のギターを使用する。
- 2007年6月、テレビ番組『太田光の私が総理大臣になったら…秘書田中。』に、元法務教官としてVTR出演。

## ディスコグラフィー

### ソロ・アルバム
- NONFICTION（1985年）
- CHILD IN TIME（1986年）
- SHIRAHAMA HISASHI（1987年）
- 90'S PARADOX（1991年）
- COLOR OF MY LIFE（2000年）
- H.Shirahama Project 6th Demo
- H.SHIRAHAMA未発表集（2004年）
- AUTUMN （2005年）
- ...Soon（2007年）
- Cold Flame（2008年）
- Guess who's coming to my dinner produced by Mitsuhiro Saitoh（2010年）
- Gems and Nuggets（2012年12月）

### ARB
- ONE and ONLY DREAMs（1986年）
- ROCK OVER JAPAN（1987年）
- PAPERS BED（1988年）
- SYMPATHY（1989年）
- DAYS OF A.R.B. VOL.3（1993年） - 白浜久在籍時のベスト盤

### PSYCHODELICIOUS
- LIVING IN CELEBRATION（2003年）
- BUTTERFLY（2003年）